# Brodersby (Schwansen)

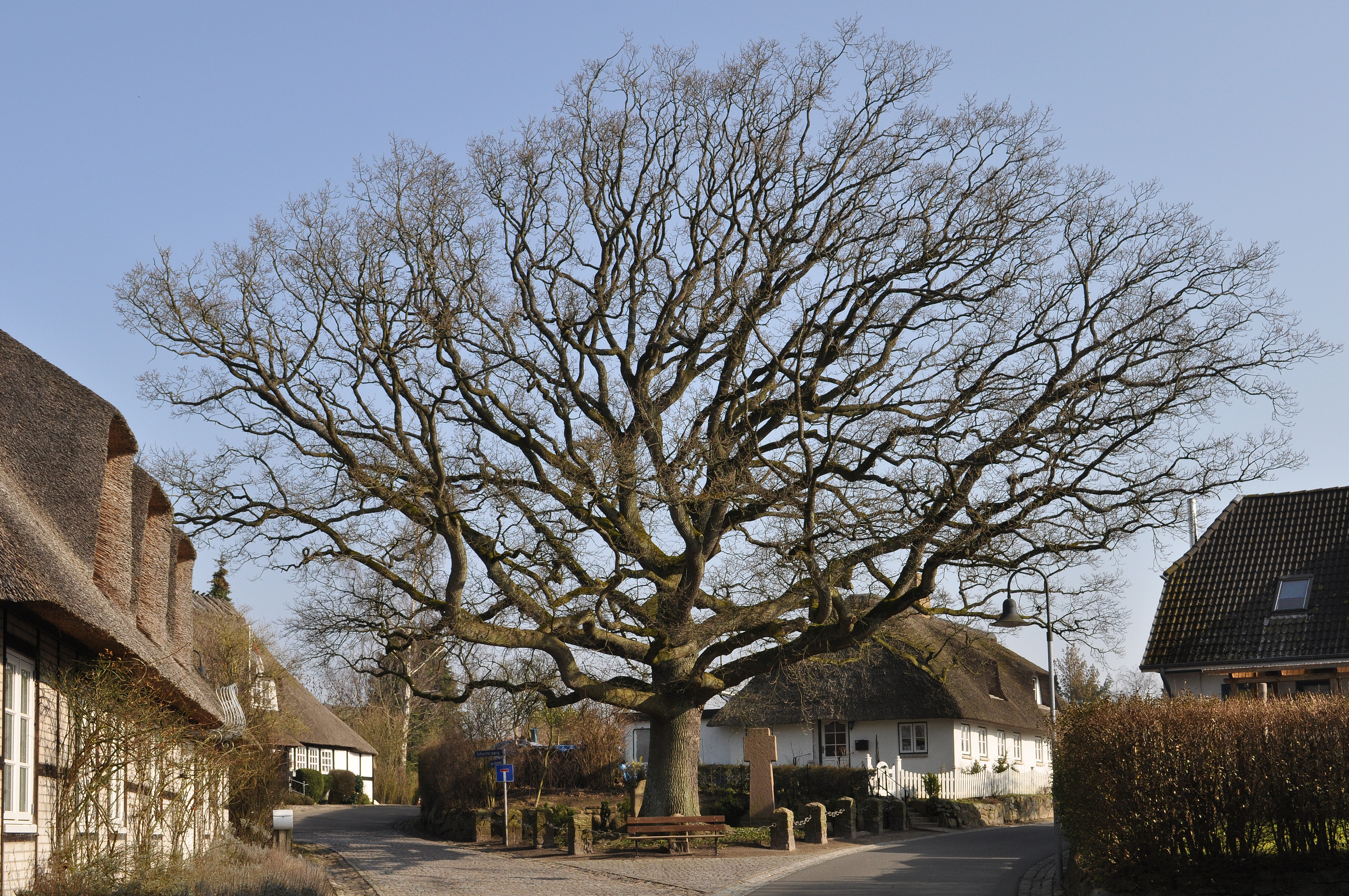
Paisagem de Brodersby - Alemanha

Brodersby é um município da Alemanha, localizado no distrito de Rendsburg-Eckernförde, estado de Schleswig-Holstein.